# (1900) Katyusha
(1900) Katyusha est un astéroïde de la ceinture principale découvert le 16 décembre 1971 par l'astronome russe Tamara Mikhaïlovna Smirnova.

## Historique
Le lieu de découverte, par l'astronome russe Tamara Mikhaïlovna Smirnova, est Naoutchnyï.
Sa désignation provisoire, lors de sa découverte le 16 décembre 1971, était 1971 YB.

## Caractéristiques
Sa distance minimale d'intersection de l'orbite terrestre est de 0,930 505 ua.